# Талипов, Арслан Сабирович
Арслан (Арслон) Сабирович Талипов (15 августа 1975, Ферганская область) — узбекистанский футболист, нападающий и полузащитник. Чемпион Узбекистана (1997) и Туркменистана (2000).

## Биография
Воспитанник ташкентского РУОР и ДЮСШ клуба «Пахтакор». В 1991 году был в заявке дублирующего состава «Пахтакора».
После распада СССР несколько лет выступал в клубах высшей и первой лиг Узбекистана. В высшей лиге дебютировал в 1992 году в составе «Чирчика», первый гол забил в матче второго тура дебютного чемпионата страны, 31 марта 1992 года в ворота «Мароканда» (1:2). В сезоне 1994 года, также в составе «Чирчика», стал автором 10 голов.
В 1995 году перешёл в российский «Амкар», проводивший первый сезон на профессиональном уровне, и стал со своим клубом призёром зонального турнира третьей лиги, был лучшим бомбардиром клуба в сезоне с 10 (по другим данным, 11) голами. На следующий год продолжал выступать за «Амкар» во второй лиге.
В 1997 году вернулся в Узбекистан и в составе клуба МХСК стал чемпионом страны. На следующий год команда потеряла финансирование и заняла место в конце таблицы, а Талипов в августе 1998 года ненадолго вернулся в «Амкар» и стал победителем зонального турнира второго дивизиона.
В 2000 году перешёл в туркменский «Копетдаг», в его составе стал чемпионом Туркменистана, а также занял второе место в споре бомбардиров с 12 голами. Затем вместе с группой игроков из бывшего СССР выступал во втором дивизионе Индии за «Демпо», забил около 10 голов, в том числе в матче против «Спортинг Клубе де Гоа» отличился «покером».
После возвращения на родину до 2003 года выступал за клубы высшего дивизиона, затем несколько лет играл в первой лиге.
Всего в высшей лиге Узбекистана сыграл 140 матчей и забил 31 гол.

## Достижения
- Чемпион Узбекистана: 1997
- Чемпион Туркменистана: 2000
- Победитель второго дивизиона России: 1998 (зона «Урал»)